# Ricardo Pérez de Zabalza
Ricardo Pérez de Zabalza Goytre, genannt Richi (* 14. April 1977 in Madrid) ist ein spanischer Fußballspieler, der bei CD Tenerife in der spanischen Segunda División spielt.

## Spielerkarriere

### Die Anfänge
Richi startete seine Karriere als Fußballer in der Tercera División beim Rayo Majadahonda, einem Vorortklub seiner Heimatstadt Madrid. Im Jahre 2001 ging er zum B-Team von Atlético Madrid, mit dem er in der Segunda División B spielte. Dort wurde er ein wichtiger Bestandteil der Mannschaft, verließ diese nach nur einer Saison 2002 jedoch schon wieder.

### Real Murcia
Im Sommer 2002 unterschrieb Richi, der eigentlich ein gelernter Stürmer ist, beim Zweitligisten Real Murcia, wo er am 22. September 2002 beim 0:1 gegen Real Saragossa sein Debüt gab. In seiner Premieren-Saison wurde er gleich Stammspieler und hatte maßgeblichen Anteil am Aufstieg seiner Mannschaft. Richi spielte 2003/2004 eine ordentliche Saison, doch Murcia stieg wieder ab. In der folgenden Zweitligasaison hatte Richi mit zehn Saisontoren dafür gesorgt, dass sein Club um den Abstieg herumkam. 2006/2007 gelang der lang ersehnte Wiederaufstieg in die erste Liga, auf den jedoch in der Saison 2007/08 der direkte Wiederabstieg folgte. Richi wurde vom neuen Trainer Javier Clemente aus dem Kader gestrichen und verließ daraufhin den Club. Er wechselte zum CD Teneriffa.

## Erfolge
- 2002/2003 und 2006/07 – jeweils Aufstieg in die Primera División mit Real Murcia